# Ivonne Kraft
Ivonne Kraft (Karlsruhe, 8 juli 1970) is een voormalig Duits mountainbikester, die haar vaderland vertegenwoordigde bij de Olympische Spelen in 2004 (Athene).

## Erelijst

### Mountainbike
2003
- 4e Europese kampioenschappen (cross country)

2004
- Duitse kampioenschappen mountainbike (cross country)
- 7e Olympische Spelen (cross country)
- 3e in Madrid (cross country)
- 1e in Dead Sea Bike Race (cross country)

2005
- Duitse kampioenschappen mountainbike (cross country)
- 3e in Santa Catarina (cross country)
- 1e in Dead Sea Bike Race (cross country)

2007
- 2e in Gran Carrera (marathon)
- 3e in Oisans (marathon)

2008
- Duitse kampioenschappen mountainbike (cross country)

2009
- Duitse kampioenschappen mountainbike (marathon)

2010
- Duitse kampioenschappen mountainbike (marathon)